# Mortonhall
Mortonhall là một vùng phía nam thuộc thành phố Edinburgh, Scotland. Nó nổi tiếng bởi khu mộ địa nổi bật cho một kiến trúc hiện đại.
Khu vực này nằm ở mặt phía tây cuối đường Frogston giữa Fairmilehead và Gilmerton; phía tây Liberton và đồi Braid Hills. Nơi đây có Mortonhall House, một kiến trúc lịch sử, giờ đã trở thành văn phòng và phòng cho thuê. Sân giữa toà nhà có chỗ để nhà lưu động và khu vường trung tâm. Phía Bắc được xây dựng thành sân golf Mortonhall. Phía Nam là toà nhà có từ các năm 1970. Khoảng đất phía Nam gần như toàn bộ là đất nông trại.

## Lịch sử
Vùng đất Mortonhall, một phần của cánh đồng Pentland, thuộc sở hữu của Sir Henry St Clair của Rosslyn năm 1317. Năm 1630, Morton thuộc về sở hữu của William Rigg, rồi con trai ông ta bán cho gia đình Porterfield vùng Comiston; sau đó được bán cho người khác, và năm 1789 vùng đất thuộc về gia đình Trotter, người đã sở hữu điền trang Mortonhall từ 1635. Họ xây một ngôi nhà hiện trại trên nền đất ấy, ngôi nhà năm 1769, sau đó nó được nâng cấp năm 1835.